# Maurits Van Petegem
Maurits Van Petegem (født 21. december 2004 i Oudenaarde) er en cykelrytter fra Belgien, der kører for Stoppet. 
Han er søn af forhenværende cykelrytter Peter Van Petegem, der siden 2024 har været sports- og forretningsudviklingschef hos Wagner-Bazin WB. Storebror Axandre Van Petegem skal fra 2025 kører for Wagner-Bazin WB.